# Gleison Bremer
Gleison Bremer Silva Nascimento, meglio noto come Gleison Bremer o semplicemente Bremer (Itapitanga, 18 marzo 1997), è un calciatore brasiliano, difensore della Juventus.

## Biografia
Il nome Bremer è stato scelto dal padre in onore del calciatore tedesco Andreas Brehme.

## Caratteristiche tecniche
È un difensore centrale forte fisicamente e abile nel gioco aereo, dotato di buon senso della posizione. Giocatore di grande duttilità, affidabilità e velocità, ha dichiarato di ispirarsi al connazionale Lúcio.

## Carriera

### Club

#### Gli esordi
Cresciuto tra i settori giovanili del Desportivo Brasil e del San Paolo, nel 2017 viene acquistato dall'Atlético Mineiro. Il 26 giugno dello stesso anno ha esordito con la prima squadra in occasione della partita vinta 1-0 contro la Chapecoense. Segna il suo primo gol in campionato il 13 maggio 2018 nella vittoria esterna per 2-1 contro l'Athl. Paranaense.

#### Torino
Il 10 luglio 2018 viene acquistato a titolo definitivo per circa 5 milioni di euro dal Torino. Esordisce con i granata il 12 agosto seguente, in occasione della gara di Coppa Italia contro il Cosenza, valida per il terzo turno. Il 19 agosto debutta anche in Serie A, nella gara del primo turno, persa di misura contro la Roma. Il 3 maggio disputa il suo primo derby della Mole contro la Juventus, terminato sul punteggio di 1-1. Conclude l'annata 2018-2019 con solo sette presenze complessive tra Serie A e Coppa Italia, venendo utilizzato principalmente come riserva di Djidji e Moretti.
Dopo il ritiro di quest'ultimo, viene impiegato titolare da Walter Mazzarri all'inizio della stagione successiva. Il 25 luglio 2019 fa il suo esordio nelle competizioni confederali, in occasione del primo turno preliminare di UEFA Europa League contro il Debrecen. Nel secondo turno preliminare della medesima competizione si rende protagonista in negativo, causando un'autorete nella gara contro il Wolverhampton, che si concluderà sul risultato di 2-3. Complice anche la cessione di Kevin Bonifazi trova sempre più continuità, e il 30 novembre realizza la sua prima rete, decisiva, nella vittoria esterna contro il Genoa. Il 28 gennaio 2020 trova una doppietta nella partita di Coppa Italia persa poi per 4-2 contro il Milan. Alla ripresa del campionato gioca tutte le partite da titolare andando a segno contro Cagliari e Genoa. Termina la stagione 2019-2020 con 35 presenze con 5 reti complessive.
Le prestazioni offerte nel corso del campionato 2021-2022 gli valgono l'assegnazione del trofeo quale miglior difensore della stagione di Serie A.

#### Juventus
Il 20 luglio 2022, viene acquistato a titolo definitivo dalla Juventus per 41 milioni di euro più 8 milioni di bonus. Debutta in maglia bianconera il 15 agosto seguente, in occasione della vittoria interna contro il Sassuolo (3-0) valevole per la prima giornata di campionato. Il successivo 6 settembre fa il suo debutto in UEFA Champions League, in occasione della sconfitta 2-1 sul campo del Paris Saint-Germain; l'11 dello stesso mese mette a segno in campionato la sua prima rete per i piemontesi, dimezzando lo svantaggio nel pareggio casalingo 2-2 contro la Salernitana. Il 2 febbraio 2023, al debutto in Coppa Italia con la maglia bianconera, realizza il gol decisivo alla Lazio nei quarti di finale; si ripete sottorete il 28 dello stesso mese, nel derby casalingo contro i suoi ex compani, firmando il gol del sorpasso nella sfida poi vinta per 4-2. Nel contesto di una stagione negativa per la squadra torinese, che, pur raggiungendo le semifinali di Coppa Italia ed UEFA Europa League, non solleva trofei e oltretutto incappa in vicende extrasportive che destabilizzano fortemente l'ambiente, sul piano personale Bremer paga l'adattamento all'approccio difensivo di Massimiliano Allegri, più compassato rispetto a quello che l'aveva fatto emergere sull'altra sponda della città.
Nell'annata 2023-2024, in cui si integra definitivamente nei meccanismi della retroguardia juventina, il brasiliano è autore di ottime prestazioni e vince il suo primo trofeo in maglia bianconera, la Coppa Italia.
Rimane centrale nell'undici piemontese anche con la successiva gestione tecnica di Thiago Motta: il 21 settembre 2024, in occasione della gara di campionato contro il Napoli, terminata 0-0, indossa per la prima volta la fascia di capitano del club. Tuttavia la sua stagione subisce un brusco stop il successivo 2 ottobre quando, durante la trasferta di UEFA Champions League contro l'RB Lipsia, vinta per 2-3, riporta la lesione del legamento crociato anteriore del ginocchio sinistro.

### Nazionale
Il 9 settembre 2022, riceve la sua prima convocazione nella nazionale maggiore brasiliana, da parte del selezionatore Tite, in vista delle ultime amichevoli preparatorie al campionato del mondo 2022. Fa il suo debutto in maglia verdeoro il 23 dello stesso mese, subentrando a Thiago Silva all'intervallo della partita vinta per 3-0 contro il Ghana.
Nel novembre seguente, viene incluso nella rosa brasiliana per la fase finale del mondiale in Qatar. Fa il suo esordio al mondiale il 2 dicembre 2022, nell'inifluente sconfitta 1-0 contro il Camerun valevole per la fase a gironi.
Nell'estate 2024 viene convocato dalla Seleção per partecipare alla Copa América negli Stati Uniti d'America.

## Statistiche

### Presenze e reti nei club
Statistiche aggiornate al 2 ottobre 2024.
| Stagione                | Squadra                 | Campionato              | Campionato | Campionato | Coppe nazionali | Coppe nazionali | Coppe nazionali | Coppe continentali | Coppe continentali | Coppe continentali | Altre coppe | Altre coppe | Altre coppe | Totale | Totale | Totale |
| Stagione                | Squadra                 | Comp                    | Pres       | Reti       | Comp            | Pres            | Reti            | Comp               | Pres               | Reti               | Comp        | Pres        | Reti        | Pres   | Reti   |        |
| ----------------------- | ----------------------- | ----------------------- | ---------- | ---------- | --------------- | --------------- | --------------- | ------------------ | ------------------ | ------------------ | ----------- | ----------- | ----------- | ------ | ------ | ------ |
| 2017                    | Atlético Mineiro        | M1/MG+A                 | 0+12       | 0          | CB              | 1               | 0               | CL                 | 1                  | 0                  | PL          | 1           | 0           | 15     | 0      |        |
| 2018                    | Atlético Mineiro        | M1/MG+A                 | 2+11       | 0+1        | CB              | 3               | 0               | CS                 | 2                  | 0                  | -           | -           | -           | 18     | 1      |        |
| Totale Atletico Mineiro | Totale Atletico Mineiro | Totale Atletico Mineiro | 2+23       | 0+1        |                 | 4               | 0               |                    | 3                  | 0                  |             | 1           | 0           | 33     | 1      |        |
| 2018-2019               | Torino                  | A                       | 5          | 0          | CI              | 2               | 0               | -                  | -                  | -                  | -           | -           | -           | 7      | 0      |        |
| 2019-2020               | Torino                  | A                       | 27         | 3          | CI              | 2               | 2               | UEL                | 6                  | 0                  | -           | -           | -           | 35     | 5      |        |
| 2020-2021               | Torino                  | A                       | 33         | 5          | CI              | 2               | 0               | -                  | -                  | -                  | -           | -           | -           | 35     | 5      |        |
| 2021-2022               | Torino                  | A                       | 33         | 3          | CI              | 0               | 0               | -                  | -                  | -                  | -           | -           | -           | 33     | 3      |        |
| Totale Torino           | Totale Torino           | Totale Torino           | 98         | 11         |                 | 6               | 2               |                    | 6                  | 0                  |             | -           | -           | 110    | 13     |        |
| 2022-2023               | Juventus                | A                       | 30         | 4          | CI              | 3               | 1               | UCL+UEL            | 3+7                | 0                  | -           | -           | -           | 43     | 5      |        |
| 2023-2024               | Juventus                | A                       | 36         | 3          | CI              | 4               | 0               | -                  | -                  | -                  | -           | -           | -           | 40     | 3      |        |
| 2024-2025               | Juventus                | A                       | 6          | 0          | CI              | -               | -               | UCL                | 2                  | 0                  | SI+Cmc      | -           | -           | 8      | 0      |        |
| 2025-2026               | Juventus                | A                       | -          | -          | CI              | -               | -               | UCL                | -                  | -                  | -           | -           | -           | -      | -      |        |
| Totale Juventus         | Totale Juventus         | Totale Juventus         | 72         | 7          |                 | 7               | 1               |                    | 12                 | 0                  |             | -           | -           | 91     | 8      |        |
| Totale carriera         | Totale carriera         | Totale carriera         | 195        | 19         |                 | 17              | 3               |                    | 21                 | 0                  |             | 1           | 0           | 234    | 22     |        |

### Cronologia presenze e reti in nazionale
| Cronologia completa delle presenze e delle reti in nazionale ― Brasile | Cronologia completa delle presenze e delle reti in nazionale ― Brasile | Cronologia completa delle presenze e delle reti in nazionale ― Brasile | Cronologia completa delle presenze e delle reti in nazionale ― Brasile | Cronologia completa delle presenze e delle reti in nazionale ― Brasile | Cronologia completa delle presenze e delle reti in nazionale ― Brasile | Cronologia completa delle presenze e delle reti in nazionale ― Brasile | Cronologia completa delle presenze e delle reti in nazionale ― Brasile |
| Data                                                                   | Città                                                                  | In casa                                                                | Risultato                                                              | Ospiti                                                                 | Competizione                                                           | Reti                                                                   | Note                                                                   |
| ---------------------------------------------------------------------- | ---------------------------------------------------------------------- | ---------------------------------------------------------------------- | ---------------------------------------------------------------------- | ---------------------------------------------------------------------- | ---------------------------------------------------------------------- | ---------------------------------------------------------------------- | ---------------------------------------------------------------------- |
| 23-9-2022                                                              | Le Havre                                                               | Brasile                                                                | 3 – 0                                                                  | Ghana                                                                  | Amichevole                                                             | -                                                                      | 46’                                                                    |
| 2-12-2022                                                              | Lusail                                                                 | Camerun                                                                | 1 – 0                                                                  | Brasile                                                                | Mondiali 2022 - 1º turno                                               | -                                                                      |                                                                        |
| 5-12-2022                                                              | Doha                                                                   | Brasile                                                                | 4 – 1                                                                  | Corea del Sud                                                          | Mondiali 2022 - Ottavi di finale                                       | -                                                                      | 72’                                                                    |
| 23-3-2024                                                              | Londra                                                                 | Inghilterra                                                            | 0 – 1                                                                  | Brasile                                                                | Amichevole                                                             | -                                                                      | 89’                                                                    |
| 8-6-2024                                                               | College Station                                                        | Messico                                                                | 2 – 3                                                                  | Brasile                                                                | Amichevole                                                             | -                                                                      |                                                                        |
| Totale                                                                 |                                                                        | Presenze                                                               | 5                                                                      |                                                                        | Reti                                                                   | 0                                                                      |                                                                        |

## Palmarès

### Club

#### Competizioni statali
- Campionato Mineiro: 1

Atlético Mineiro: 2017

#### Competizioni nazionali
- Coppa Italia: 1

Juventus: 2023-2024

### Individuale
- Premi Lega Serie A: 1

Miglior difensore: 2021-2022
- Gran Galà del calcio AIC: 1

Squadra dell'anno: 2022